# 亞洲紅點傳媒
亞洲紅點傳媒是一個以馬來西亞華人為主的Youtube頻道及新聞網站，現時有超過30萬YouTube訂閱者。根據台灣社群實驗室的統計，他們多段短片曾經被列作每周Youtube熱門排行。

## 政治立場
亞洲紅點傳媒有時被視為親北京派媒體，曾經與香港問題和新疆問題上發表認同北京政府的觀點，多段關於香港反送中的短片亦曾經批評向香港示威者，並得到一定點擊率，及被部分連登討論區支持反送中運動的網民批評，指他們抹黑運動及發表有問題資訊，假扮中立。另外，亞洲紅點傳媒亦被指是北京政府對馬來西亞華人進行統戰的媒體之一，不過，亞洲紅點則否認，指自身資金來源並非「紅色資本」。

## 外部連結
- 亞洲紅點傳媒官方網站[]

## 資料來源
1. 1 2  .   [2020-09-20]. （原始内容存档于2021-07-27）.
2. ↑  .   [2020-09-20].[]
3. ↑  .   [2020-09-20].[]
4. ↑  .   [2020-09-22]. （原始内容存档于2020-10-01）.
5. ↑  林怡廷. .   [2020-09-20]. （原始内容存档于2020-08-24）.